# Newtonia (plant)
Newtonia is een geslacht uit de vlinderbloemenfamilie (Leguminosae). The Plant List [1 januari 2012] accepteert twaalf soorten. De soorten komen voor in tropisch en zuidelijk Afrika.
Newtonia erlangeri en Newtonia paucijuga staan op de Rode Lijst van de IUCN.

## Soorten
- Newtonia aubrevillei (Pellegr.) Keay
- Newtonia buchananii (Baker) G.C.C.Gilbert & Boutique
- Newtonia camerunensis Villiers
- Newtonia devredii G.C.C.Gilbert & Boutique
- Newtonia duncanthomasii Mackinder & Cheek
- Newtonia duparquetiana (Baill.) Keay
- Newtonia elliotii (Harms) Keay
- Newtonia erlangeri (Harms) Brenan
- Newtonia glandulifera (Pellegr.) G.C.C.Gilbert & Boutique
- Newtonia grandifolia Villiers
- Newtonia griffoniana (Baill.) Baker f.
- Newtonia hildebrandtii (Vatke) Torre
- Newtonia leucocarpa (Harms) G.C.C.Gilbert & Boutique
- Newtonia paucijuga (Harms) Brenan
- Newtonia scandens Villiers
- Newtonia zenkeri Harms